# Liste der Kulturgüter in Champéry
Die Liste der Kulturgüter in Champéry enthält alle Objekte in der Gemeinde Champéry im Kanton Wallis, die gemäss der Haager Konvention zum Schutz von Kulturgut bei bewaffneten Konflikten, dem Bundesgesetz vom 20. Juni 2014 über den Schutz der Kulturgüter bei bewaffneten Konflikten sowie der Verordnung vom 29. Oktober 2014 über den Schutz der Kulturgüter bei bewaffneten Konflikten unter Schutz stehen.
Objekte der Kategorie A sind im Gemeindegebiet nicht ausgewiesen, Objekte der Kategorie B sind vollständig in der Liste enthalten, Objekte der Kategorie C fehlen zurzeit (Stand: 1. Januar 2023).

## Kulturgüter
| Foto | | Objekt | Kat. | Typ | Standort                          | Beschreibung |
| ---- | --- | --- | ---- | --- | --------------------------------- | ------------ |
| ja   | Datei hochladen · Wikidata zu Glockenturm der Kirche St-Théodule mit Haus genannt Pfarrhaus (Q29891980) | Turm der Kirche Saint-Théodule mit Pfarrhaus / Clocher de l’église Saint-Théodule avec maison dite la cure KGS-Nr.: 06687 | B    | G   | Rue du Village 51 556096 / 114257 |              |
| BW   | Datei hochladen · Wikidata zu Protestantische Kapelle (Q55380826)                                       | Protestantische Kapelle / Chapelle protestante KGS-Nr.: 07202                                                             | B    | G   | Rue du Village 20 556292 / 114527 |              |